# Wolvenpoort

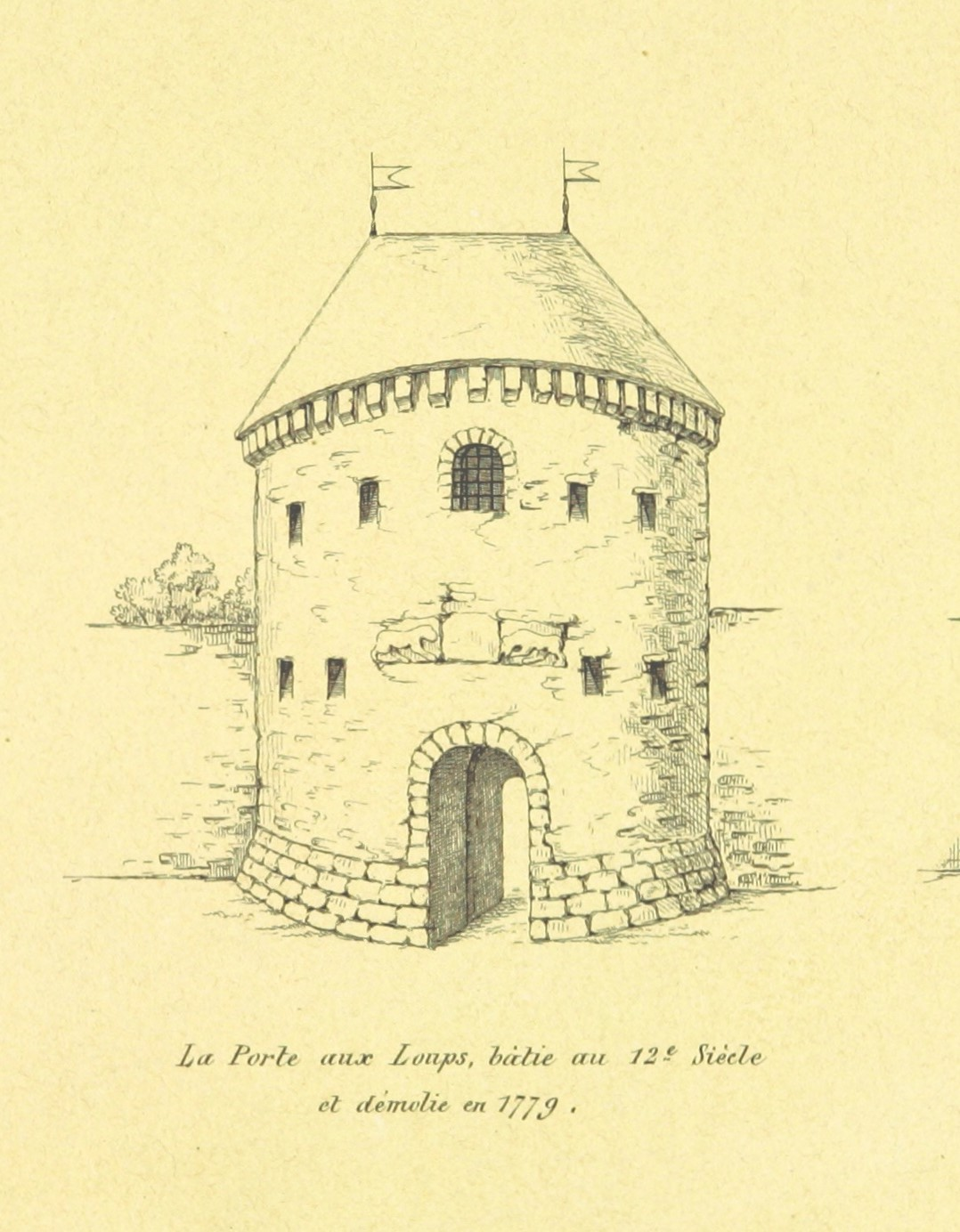
19e-eeuwse tekening van de Wolvenpoort (Edward Van Even)

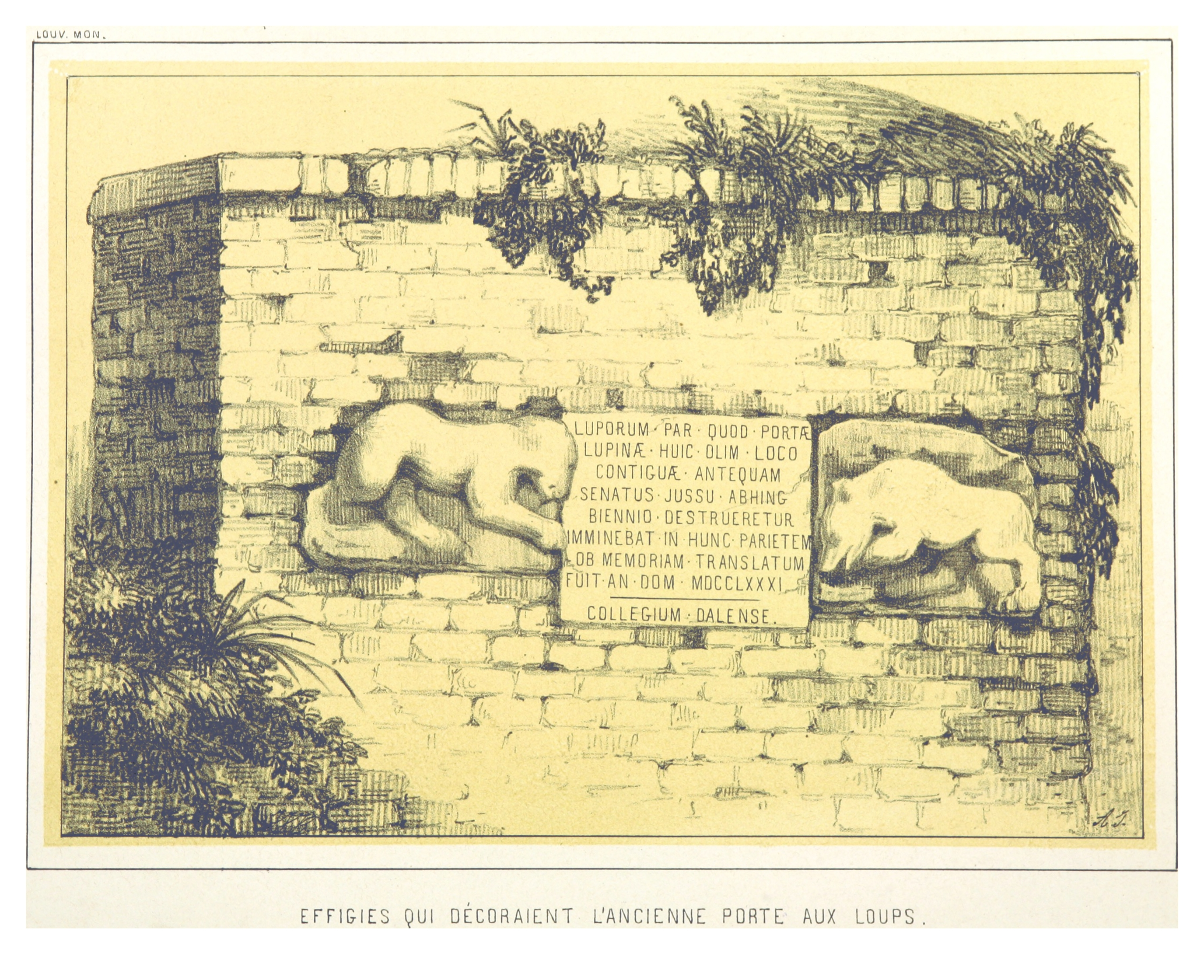
Latijnse inscriptie

De Wolvenpoort (12e eeuw – 1779) was een van de poorten in de oudste ringmuur van de stad Leuven (België). De Latijnse naam was Porta Lupina of Porta Luporum. Een andere naam voor de poort was Begijnenpoort, omwille van de nabijheid van het Groot Begijnhof. De poort was evenwel nooit deel van het Groot Begijnhof.
Van de Wolvenpoort blijven enkel de twee bas-reliëfs met wolvenfiguren over.

## Historiek
De Wolvenpoort bevond zich in de Schapenstraat. Het was een stadspoort op de oudste ringmuur, deze van de 12e eeuw. Volgens een legende verwijzen de wolven naar een oude cultus van de Noormannen, die zich in de 9e eeuw, op een eiland in de Dijle bevonden, wat later Leuven werd. Heldendichten van Ragnar Lodbrok bezingen hoe de Noormannen in het hertogdom Lotharingen wolven konden verslaan. Historici nemen aan dat de Wolvenpoort weliswaar ouder kan zijn dan de 12e-eeuwse ringmuur doch zeker niet teruggaat tot de Noormannentijd van de 9e eeuw. De Wolvenpoort had twee bas-reliëfs met wolven aan de buitenzijde. Links en rechts van de poort stond een donjon.
In 1363 betaalde de stad grote restauratiewerken aan de Wolvenpoort. Het dak was ingestort en de ramen en deuren moesten volledig vervangen worden. Henric Samme, meester-metser, en Henric van Nijmegen, bijgenaamd Henric de Hollander, voerden de werken uit.
In de loop van de 15e eeuw moesten nogmaals herstellingswerken uitgevoerd worden. Dit was de laatste maal.
Sindsdien verkommerde de Wolvenpoort tot een ruïne. In 1779 werd de ruïne openbaar verkocht, ten tijde van de Oostenrijkse Nederlanden. Twee Leuvenaars, Antoine Boeckaerts en Edouard Stevens kochten de ijzerstenen van de Wolvenpoort op. Een derde, Jean-Baptiste Meynaerts, kocht de portierswoning en bijhorende tuin; het is thans het pand Schapenstraat n° 34.
Antoine-Dominique Mosselman, president van het nabijgelegen Van Dalecollege, kocht de twee bas-reliëfs. Hij liet ze vervolgens inmetselen in de muur van de tuin van het college, thans het Van Dalepark. Van de Velde, bibliothecaris van de oude universiteit van Leuven, schreef er een Latijnse tekst bij, om voorbijgangers te herinneren aan de voormalige Wolvenpoort. 

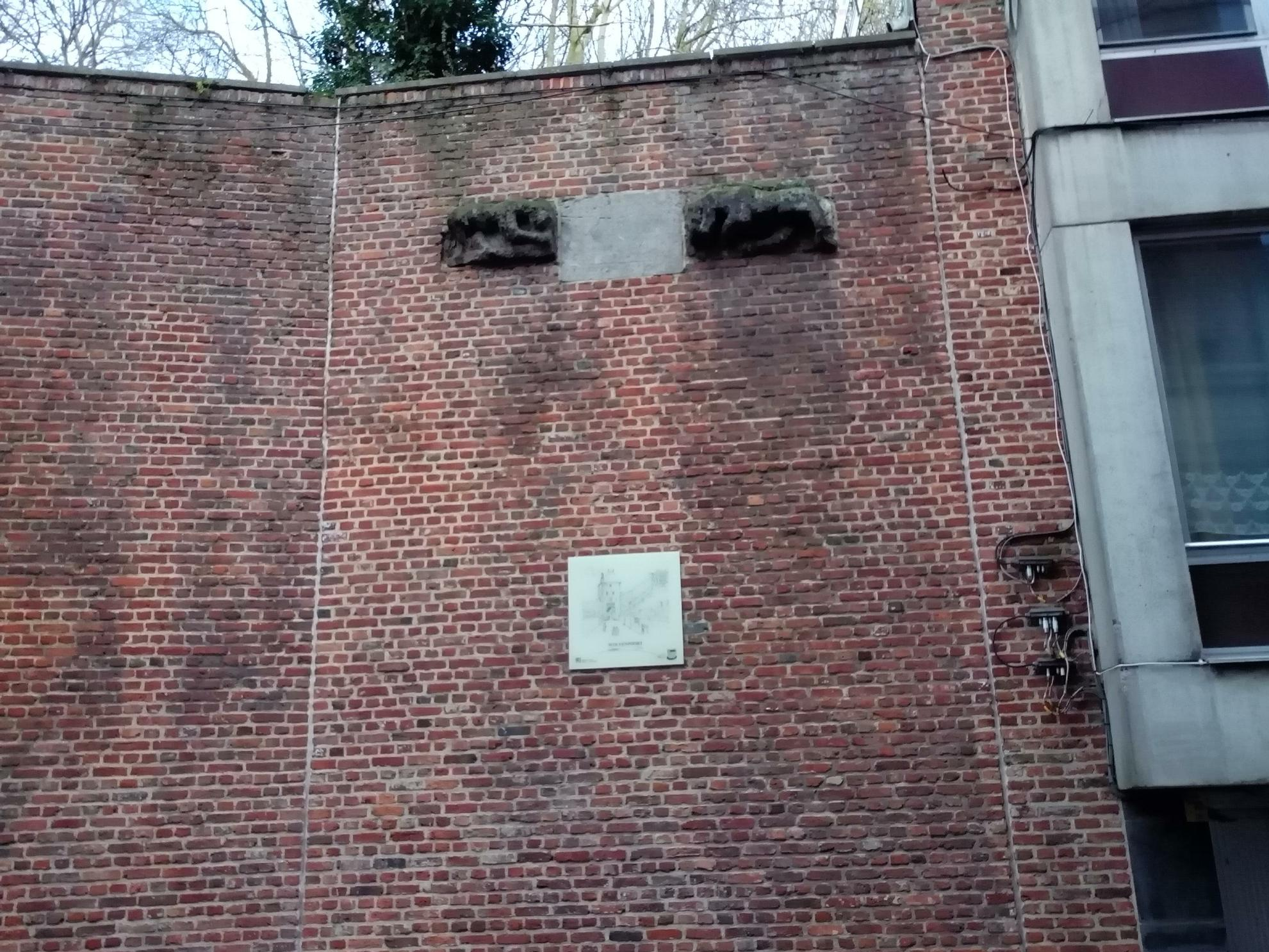
De twee wolven van de Wolvenpoort